# Compagnie Française de Matériel Ferroviaire
Die Compagnie Française de Matériel Ferroviaire  (C.F.M.F.) war ein französischer Hersteller von Eisenbahnwagen aus Balbigny. Das Unternehmen existierte von 1920 bis 1988. In den 1970er-Jahren stellte es kurzzeitig auch einen Luxussportwagen mit der Bezeichnung Monica 560 her.

## Unternehmensgeschichte
Das Unternehmen wurde 1920 als Ateliers et Chantiers de Balbigny gegründet. In den ersten Jahren fertigte es Tenderlokomotiven und Eisenbahnwaggons. Infolge der Weltwirtschaftskrise ließ das Geschäft zu Beginn der 1930er-Jahre nach, sodass der Betrieb 1934 letztlich eingestellt wurde. 1936 übernahm Arnaud Tastevin die Werksanlagen, firmierte das Unternehmen in Compagnie Française de Produits Métallurgiques (C.F.P.M.) um und machte daraus einen Abwrackbetrieb. Bis in die späten 1950er-Jahre zerlegte C.F.P.M. schwerpunktmäßig alte Lokomotiven und Eisenbahnwagen. Der Betrieb hatte zu dieser Zeit nur wenige Beschäftigte. 1960 oder 1964 – hierzu existieren unterschiedliche Angaben – übernahm Jean Tastevin, der Sohn von Arnaud Tastevin, das Unternehmen. Unter seiner Leitung nahm es die Konstruktion und die Herstellung von Eisenbahnwagen wieder auf. Zum Produktionsumfang gehörten vor allem Kesselwagen, ferner auch Containertransporter. Die Beschäftigtenzahl stieg schnell an, und zum Ende des Jahrzehnts produzierte das Unternehmen, das 1969 in Compagnie Française de Matériels Ferroviaire (C.F.M.F.) umbenannt wurde, bereits 300 Eisenbahnwagen jährlich. In die Phase der Expansion fiel auch der Versuch, eine Automobilproduktion aufzubauen, der allerdings 1975 scheiterte. 1978 verkaufte Tastevin den Betrieb an die Simotra SA, fünf Jahre später wurde er von seinem Konkurrenten Arbel Fauvet Rail übernommen. Die Käufer nutzten den Markennamen C.F.M.F. noch einige Jahre weiter, allerdings ging die Produktion deutlich zurück. Mitte der 1980er-Jahre wurden drei Viertel der Belegschaft der C.F.M.F. entlassen. 1988 endete die Konstruktion von Eisenbahnwagen in Balbigny; das Mutterunternehmen verlagerte die Produktion schrittweise nach Rumänien. Die Werksanlagen in Balbigny wurden bis 2012 von verschiedenen selbständigen Unternehmen genutzt, unter ihnen ein kunststoffverarbeitender Betrieb.

## Automobilproduktion

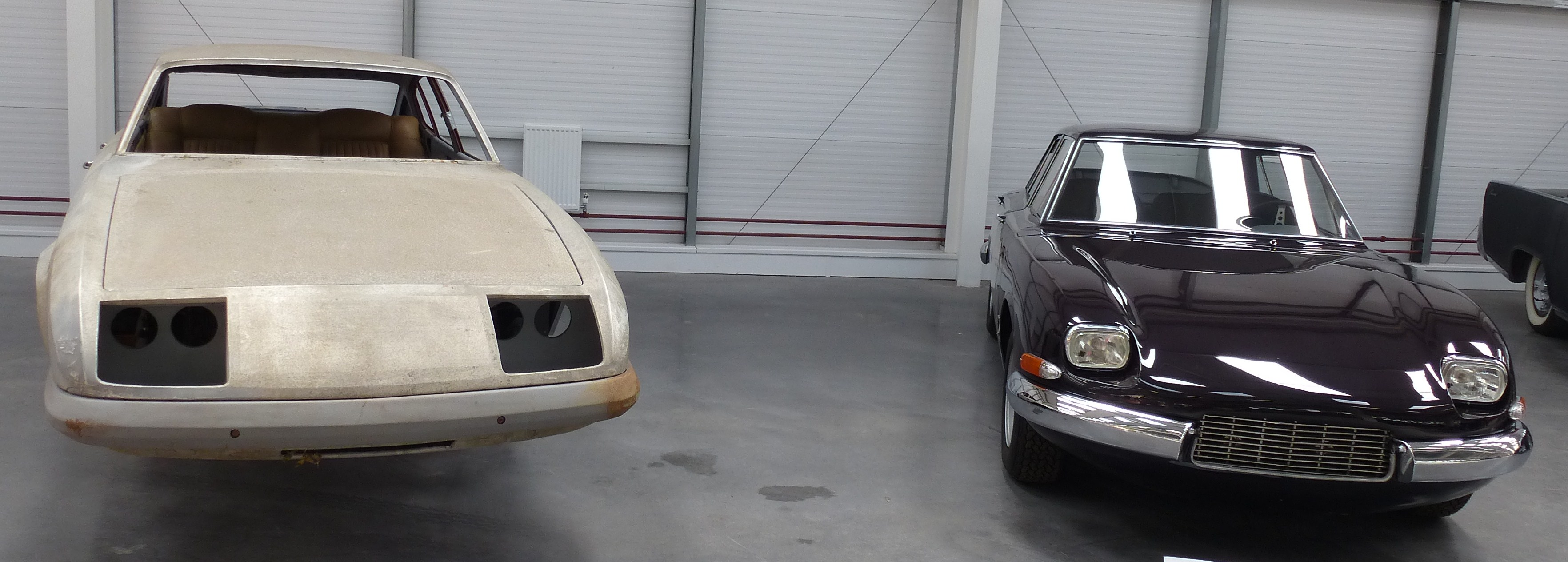
2 Prototypen: Rechts ein frühes Fahrzeug und links ein später Entwurf, der nicht fertiggestellt wurde

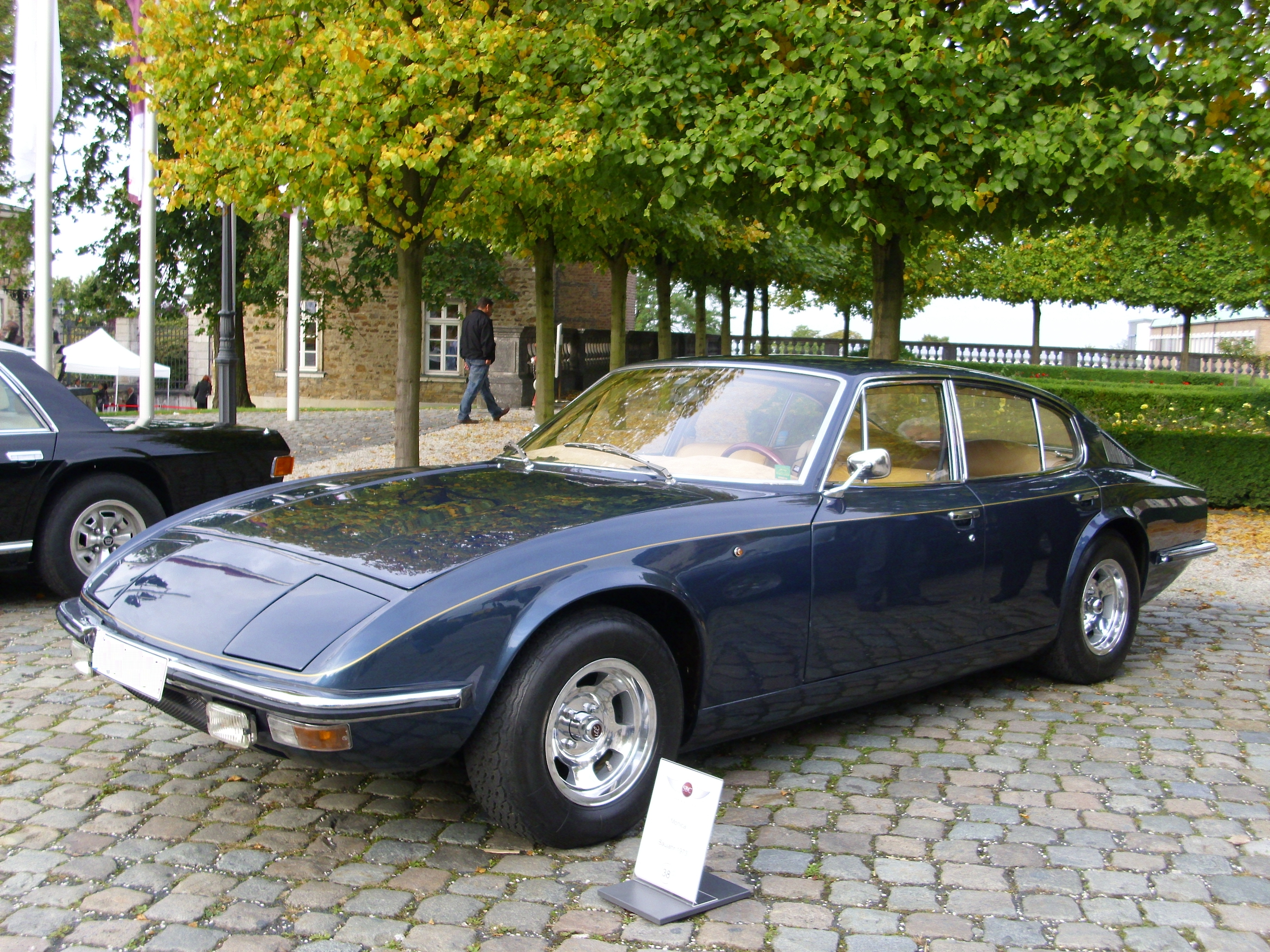
Von C.F.M.F. gebaut: Der viertürige Sportwagen Monica 560

Mitte der 1960er-Jahre entschied sich Jean Tastevin für eine Ausweitung der Betriebstätigkeit in den Automobilsektor. Äußerer Auslöser war die Insolvenz von Facel Vega, durch die Frankreich seinen einzigen Hersteller von Oberklassefahrzeugen verlor. Tastevin beabsichtigte, mit seinem Auto die dadurch eingetretene Lücke zu schließen. Er beauftragte nacheinander Chris Lawrence und Ted Martin mit der Entwicklung eines geeigneten Motors und ließ sowohl bei Williams & Pritchard in Großbritannien als auch bei Vignale in Italien Karosserieentwürfe erstellen und Prototypen bauen. Den Zuschlag erhielt schließlich eine von Robert Collinée und Tony Rascanu entworfene viertürige Fließhecklimousine mit Klappscheinwerfern. Die Idee eines eigenen Motors wurde zugunsten eines 5,6 Liter großen Achtzylindermotors von Chrysler verworfen. Das Auto war damit ein sogenannter Hybrid. Zwischen 1967 und 1973 entstanden bei C.F.M.F. in Balbigny insgesamt 25 Prototypen, zwei davon mit Chrysler-Motoren. Hier sollte auch die Serienfertigung stattfinden; selbst die Karosserie sollte bei C.F.M.F. gepresst werden. 1974 begann die Serienproduktion des Monica genannten Autos, dessen Modellbezeichnung auf den Vornamen von Tastevins Frau Bezug nahm. Bis 1975 entstanden etwa acht Serienmodelle des Monica, die sich in Details voneinander unterschieden und zu einem Kaufpreis von 14.000 £ angeboten wurden. Sie konkurrierten mit den ähnlich konzipierten De Tomaso Deauville und Iso Fidia. Das Interesse an dem Monica war allerdings derart gering, dass Tastevin die Produktion bereits 1975 einstellte. Gründe für das Scheitern waren die Ölkrise, die generell im Bereich von Oberklasseautomobilen zu einem erheblichen Absatzrückgang führte, und das fehlende Image des Herstellers. Tastevin verkaufte die Rechte an der Konstruktion an den britischen Hersteller Panther Westwinds, der allerdings kein einziges Exemplar aufbaute.